# Premier Is
Premier Is er et dansk is-brand, der ejes af ismejeriet Mejerigaarden A/S. Produktionen foregår i Thisted. hvor isproduktionen i 1933 blev startet af mejeristen Sigurd Laurids Sørensen.

## Mejerigaarden
Premier Is drives i dag af virksomheden Mejerigaarden A/S, der er etableret i 1958. I 2015 blev Mejerigaarden opkøbt af det lettiske ismejeri Food Union.
Mejerigaarden har skiftet navn flere gange. Den blev i 1933 stiftet som en filial af Rønbjerg Is, som Sigurds far tidligere havde etableret. I 1967 overtog sønnerne Jens Jørgen Sørensen og Finn Sørensen. De ændrede i 1973 navnet til Polar Is. I 2010 blev Polar Is-brandet erstattet af Premier Is, som var blevet opkøbt året forinden.[kilde mangler]

## Historie
Premier Is blev grundlagt i 1927 af John M. Larsen i Esbjerg og senere med produktion i Glostrup. I 1993 blev de opkøbt af Albani-bryggerierne fra Odense, og de solgte firmaet videre til Nestlé-koncernen i 1996. I 2009 blev virksomheden købt af Mejerigaarden A/S (Polar Is) i Thisted. Fra november 2010 besluttedes det, at Polar Is-brandet skulle udfases, og at alle produkter fra Mejerigaarden skulle markedsføres som Premier Is. I oktober 2015 overtog den lettiske mejeri- og isvirksomhed Food Union aktiemajoriteten. Den 1. juli 2017 købte Premier Is det danske selskab Hjem-Is for at styrke positionen på det danske is-marked, og for at understøtte den fortsatte indsats for at ekspandere i Nordeuropa.
Premier Is har dog også haft andre produkter. I 1934 blev Coca-Cola første gang introduceret i Danmark, og Premier Is havde i starten eneretten til at producere og sælge Coca-Cola.